# 邓保吉
邓保吉（?—?），北宋人物，宋仁宗时的宦官。
邓保吉担任副都知，他和任守忠同一天被授官，宦官无故升官之人又有五六位。当时有敕令，凡是宫内旨意不符合律令的，允许大臣奏明反对。不到一个月，大臣废止不行。范镇请求追究中书、枢密之罪，以告示天下。
至和二年（1054年）十二月，治理黄河，加固堤防。宋仁宗以知澶州事李璋为总管，转运使周沆权同知潭州，内侍都知邓保吉为钤辖，殿中丞李仲昌提举河渠，内殿承制张怀恩为都监。邓保吉没有上任，以内侍押班王从善取代他。以龙图阁直学士施昌言总领其事，提点开封府界县镇事蔡挺、勾当河渠事杨纬一起修堵黄河决口。